# Sede titolare di Avara
Avara (in latino: Dioecesis Hauarensis) è una sede titolare soppressa della Chiesa cattolica.

## Storia
Nella sesta sessione del concilio di Calcedonia del 451, Costantino, metropolita di Bosra, firmò gli atti non solo per sé, ma anche per alcuni dei suoi vescovi suffraganei assenti. Tra questi figura Malco, vescovo πόλεως Αίνου (poleos Ainou) secondo il testo greco degli atti, civitatis Avarae nella versione latina. Tuttavia né Eno né Avara risultano fra le suffraganee di Bosra nel patriarcato di Antiochia.
Incerta è anche l'identificazione di questa località. Avara è collocata dalla Tavola Peutingeriana 38 miglia a sud di Petra (nel patriarcato di Gerusalemme), mentre la stessa Tabula riporta una località di nome Aenos 24 miglia a sud di Damasco (nel patriarcato di Antiochia), identificata da alcuni autori con El-Mismiyé, che corrisponde però all'antica Fena, città conosciuta e menzionata nel Synecdemus. Vailhé conclude che, se si ammette questa identificazione, la πόλεως Αίνου del concilio di Calcedonia potrebbe essere una corruzione per la diocesi di Fena.
Il titolo vescovile di Avara è stato assegnato dalla Chiesa cattolica nell'Ottocento e nel Novecento; in seguito è stato soppresso, probabilmente perché la sede non appare in nessuna Notitia Episcopatuum.

## Cronotassi dei vescovi titolari
- Ambroise Buttigeg, O.P. † (5 maggio 1553 - 1558 deceduto)
- William Henry Elder † (23 luglio 1878 - 4 luglio 1883 succeduto arcivescovo di Cincinnati)
- Salvador Masot y Gómez, O.P. † (20 giugno 1884 - 17 marzo 1911 deceduto)
- Constant Philomen Jeanningros, M.E.P. † (24 agosto 1911 - 21 marzo 1921 deceduto)
- Agostino de Jesus e Souza † (4 agosto 1921 - 12 luglio 1935 succeduto vescovo di Lamego)